# Nadgoplański Park Tysiąclecia (rezerwat przyrody)
Nadgoplański Park Tysiąclecia – faunistyczny rezerwat przyrody położony w województwie kujawsko-pomorskim na terenie gmin Jeziora Wielkie i Kruszwica. Obszar rezerwatu podlega ochronie czynnej.
Rezerwat został powołany zarządzeniem Ministra Leśnictwa i Przemysłu Drzewnego z dnia 15 września 1967 r. (MP nr 53 poz. 263 z 1967 r.) na powierzchni 12 683,76 ha, w powiatach woj. bydgoskiego: inowrocławskim, radziejowskim, mogieleńskim oraz w powiecie konińskim woj. poznańskiego.
Celem powołania rezerwatu było zachowanie ze względów naukowych i dydaktycznych licznych miejsc lęgowych ptactwa wodnego, błotnego i lądowego, zabezpieczenie wartości historycznych tego rejonu związanych z początkami państwa polskiego, ochrona naturalnych właściwości środowiska przyrodniczego i swoistych cech krajobrazu (jezioro Gopło, obszar gruntów i lasów do niego przylegających, ostoja ptactwa wodnego i błotnego).
Wraz z wejściem w życie zarządzenia nr 5/2009 Regionalnego Dyrektora Ochrony Środowiska w Bydgoszczy z dnia 1 kwietnia 2009 r. w sprawie rezerwatu przyrody „Nadgoplański Park Tysiąclecia” (Dz. Urz. Woj. Kujawsko-Pomorskiego z 2009 r. Nr 35 poz. 773), rozporządzenie z 1967 r. tworzące rezerwat przyrody utraciło moc. Według zarządzenia 5/2009 powierzchnia rezerwatu (wyłącznie w województwie kujawsko-pomorskim) wynosiła 1882,65 ha. Zarządzeniem Regionalnego Dyrektora Ochrony Środowiska w Bydgoszczy z dnia 14 kwietnia 2014 r. zwiększono powierzchnię rezerwatu do 1988,61 ha.

## Park krajobrazowy
Zgodnie z rozporządzeniem wojewody bydgoskiego nr 252 z 10 grudnia 1992 r. (zm. rozporządzeniem nr 29 z 31 sierpnia 1998 r.) utworzono park krajobrazowy (nr 81) pod taką samą nazwą na powierzchni 8898 ha (w rezultacie czego na terenie rezerwatu powstał obszar chroniony, częściowo funkcjonujący jako park krajobrazowy, a częściowo jako rezerwat przyrody). Rozporządzenie nr 38 wojewody kujawsko-pomorskiego z 8 maja 2002 r. w sprawie Nadgoplańskiego Parku Tysiąclecia mówi o celach, położeniu, powierzchni parku krajobrazowego pod nazwą „Nadgoplański Park Tysiąclecia”, powołanej jako jednostka budżetowa. Powierzchnia parku według tego rozporządzenia wynosi 9982,71 ha. Rozporządzeniem nr 159 z 22 maja 2001 r. i nr 160 z 22 maja 2002 r. wojewoda powołał Radę Nadgoplańskiego Parku Tysiąclecia i ustanowił dla parku plan ochrony składający się z 13 części.

## Części składowe Nadgoplańskiego Parku Tysiąclecia
W skład rezerwatu przyrody Nadgoplański Park Tysiąclecia wchodzą części, zwane „obszarami”:
- Trzciny Giżewskie obejmujący pas trzcin (53 ha)
- Zatoka Sucha obejmujący pas trzcin (58 ha)
- Kąty Kickowskie obejmujący pas trzcin (47 ha)
- Bąbule obejmujący pas trzcin (52 ha)
- Zatoka Biała Osoba obejmujący pas trzcin (26 ha)
- Bachorze obejmujący bagna potorfowiskowe, moczary i nieużytki (80 ha)
- Potrzymionek stanowiący południową część zachodniej odnogi jeziora Gopło, obejmujący pas trzcin i szuwarów wraz z wyspą Potrzymionek (81 ha)
- obszar obejmujący część wód jeziora Gopło, nieużytki, bagna i grunty rolne